# Minzum Quina
Minzum Quina Asín (Callao, Perú, 11 de mayo de 1987) es un futbolista peruano. Juega como defensa central y su equipo actual es Club Deportivo Unión Minas Volcán de la  Liga 1. Tiene 38 años. Es hermano gemelo del también futbolista Nelinho Quina.

## Trayectoria
Minzum Quina se formó en la Academia Cantolao. A los doce años pasó a Sporting Cristal, donde se mantuvo hasta cumplir los 18 años. Debutó en 2005 bajo el mando de "Chemo" del Solar.
Posteriormente, se unió a la Universidad Técnica de Cajamarca —equipo que militaba en Segunda División— en busca de mayores oportunidades para jugar. Al año siguiente, pasó a jugar por el Juventud Gloria - Inti Gas y tras su eliminación jugó en Froebel Deportes de Ayacucho en la Copa Perú 2007. En 2008, fue fichado por el Sport Águila de Huancayo para jugar nuevamente en Segunda División. 
Para la temporada 2009, se enroló en el Alianza Atlético de Sullana. Luego de dos temporadas en el equipo norteño, en 2011 regresó a Sporting Cristal.
En el 2012 jugó la Copa Sudamericana con el León de Huánuco siendo eliminado por Deportivo Quito.
Para el 2019 ficha por Real Garcilaso para la Copa Libertadores.

## Clubes
| Club                       | País | Año         |
| -------------------------- | ---- | ----------- |
| Sporting Cristal           | Perú | 2005        |
| UTC                        | Perú | 2006        |
| Juventud Gloria - Inti Gas | Perú | 2007        |
| Froebel Deportes           | Perú | 2007        |
| Sport Victoria             | Perú | 2007        |
| Sport Águila               | Perú | 2008        |
| Alianza Atlético           | Perú | 2009 - 2010 |
| Sporting Cristal           | Perú | 2011        |
| León de Huánuco            | Perú | 2012        |
| Universidad César Vallejo  | Perú | 2013        |
| FBC Melgar                 | Perú | 2014 - 2018 |
| Real Garcilaso             | Perú | 2019        |
| Ayacucho FC                | Perú | 2020 - 2022 |
| Deportivo Binacional       | Perú | 2023 - 2024 |
| Club Sport Huancayo        | Perú | 2024 - 2025 |
| Unión Minas                | Perú | 2025 - act. |

## Palmarés

### Campeonatos nacionales
| Título                    | Club             | País | Año  |
| ------------------------- | ---------------- | ---- | ---- |
| Primera División del Perú | Sporting Cristal | Perú | 2005 |
| Primera División del Perú | FBC Melgar       | Perú | 2015 |

### Torneos cortos
| Título           | Club             | País | Año  |
| ---------------- | ---------------- | ---- | ---- |
| Torneo Clausura  | Sporting Cristal | Perú | 2005 |
| Torneo Clausura  | FBC Melgar       | Perú | 2015 |
| Torneo de Verano | FBC Melgar       | Perú | 2017 |
| Torneo Clausura  | FBC Melgar       | Perú | 2018 |
| Torneo Clausura  | Ayacucho FC      | Perú | 2020 |

### Distinciones individuales
| Distinción                                                                  | Año  |
| --------------------------------------------------------------------------- | ---- |
| Equipo ideal del Torneo del Inca según el portal periodístico DeChalaca.com | 2014 |
| Equipo ideal del Campeonato Descentralizado según DeChalaca.com             | 2014 |
| Nominado a defensa del año en el Campeonato Descentralizado según la ADFP   | 2018 |
| Equipo ideal de la fase 2 (Torneo Clausura) de la Liga 1                    | 2020 |
| Equipo ideal de la Liga 1 según Dechalaca.com                               | 2020 |